# Hanan Issa
Hanan Issa est une poétesse, réalisatrice, scénariste et artiste gallo-irakienne. Elle est depuis sa nomination la première poétesse nationale du Pays de Galles de confession musulmane,.

## Biographie
Hanan Issa naît en 1986/1987. Elle grandit à Cardiff. 

### Publications
La première publication solo d'Hanan Issa est My Body Can House Two Hearts, un pamphlet publié par Burning Eye Books en 2019. Le pamphlet est l'un des trois à remporter le concours des premiers pamphlets de Burning Eye. Au cours de sa carrière d'écrivain, Issa a également travaillé comme cinéaste et scénariste. En 2017, son monologue  With Her Back Straight  est présenté au Bush Theatre dans le cadre du projet Hijabi Monologues. En 2020, Issa a reçu une commande de Ffilm Cymru/BBC Wales, qui lui a permis d'écrire et de réaliser le court-métrage The Golden Apple (2022). Elle travaille sur la série comique de Channel 4 We Are Lady Parts, aux côtés de la créatrice de l'émission, Nida Manzoor.
Aux côtés de Darren Chetty, Grug Muse et Iestyn Tyne, Issa contribue à la rédaction de l'anthologie d'essais Welsh (Plural) : Essays on the Future of Wales, publiée par Repeater Books en 2022. Hanan Issa co-édite avec Durre Shahwar et Özgür Uyanık l'anthologie d'essais Just So You Know : Essais d'expérience, publiée par Parthian Books en 2020.

### Nomination
En juillet 2022, Hanan Issa nommée Poète national du Pays de Galles, succédant à Ifor ap Glyn. L'annonce est faite le 6 juillet dans l'émission Front Row de la BBC Radio 4, et la présentatrice Samira Ahmed a interviewé Hanan Issa après l'annonce.  À la suite d'un processus de sélection approfondi, Hanan Issa est  nommée pour une période de trois ans, son mandat devant durer jusqu'en 2025. Elle est devenue la première poétesse musulmane à détenir ce titre,,.